# Kasti (Saaremaa)
Koordinaten: 58° 16′ N, 22° 38′ O
Kasti (deutsch Kasty) ist ein Dorf (estnisch küla) auf der größten estnischen Insel Saaremaa. Es gehört zur Landgemeinde Saaremaa (bis 2017: Landgemeinde Lääne-Saare) im Kreis Saare.

## Einwohnerschaft und Lage

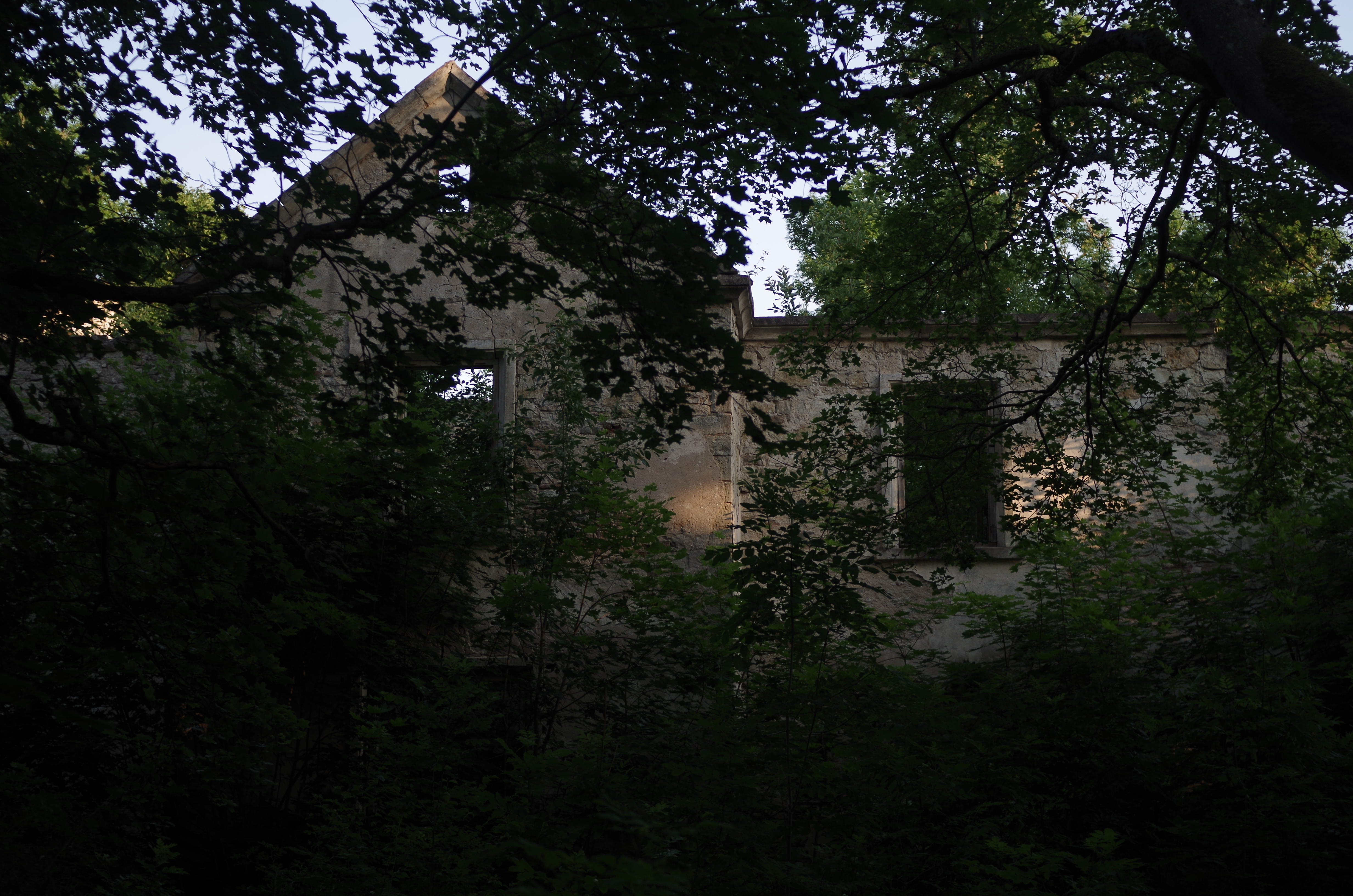
Ehemaliges Herrenhaus des Guts

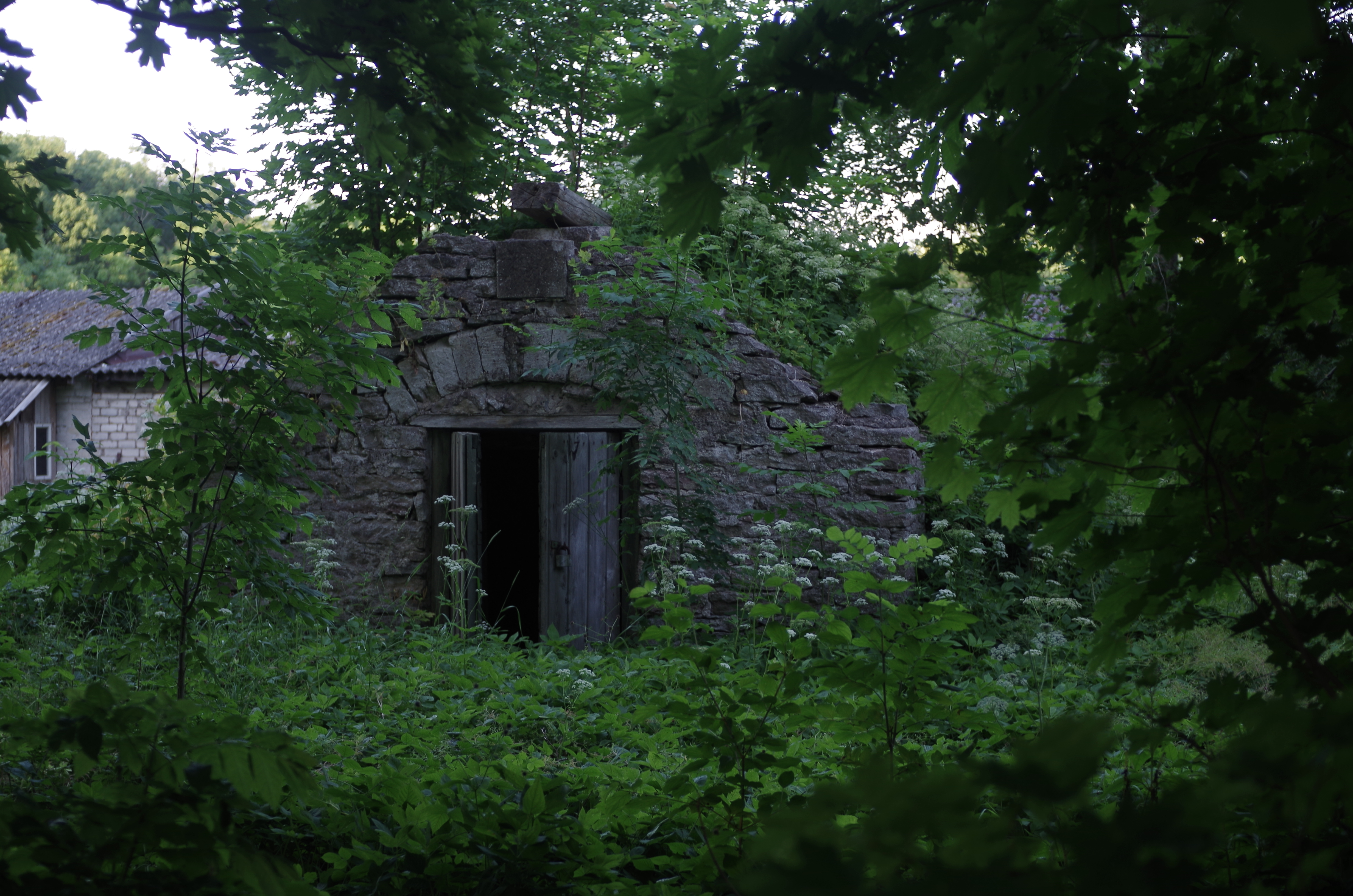
Verfallenes Nebengebäude

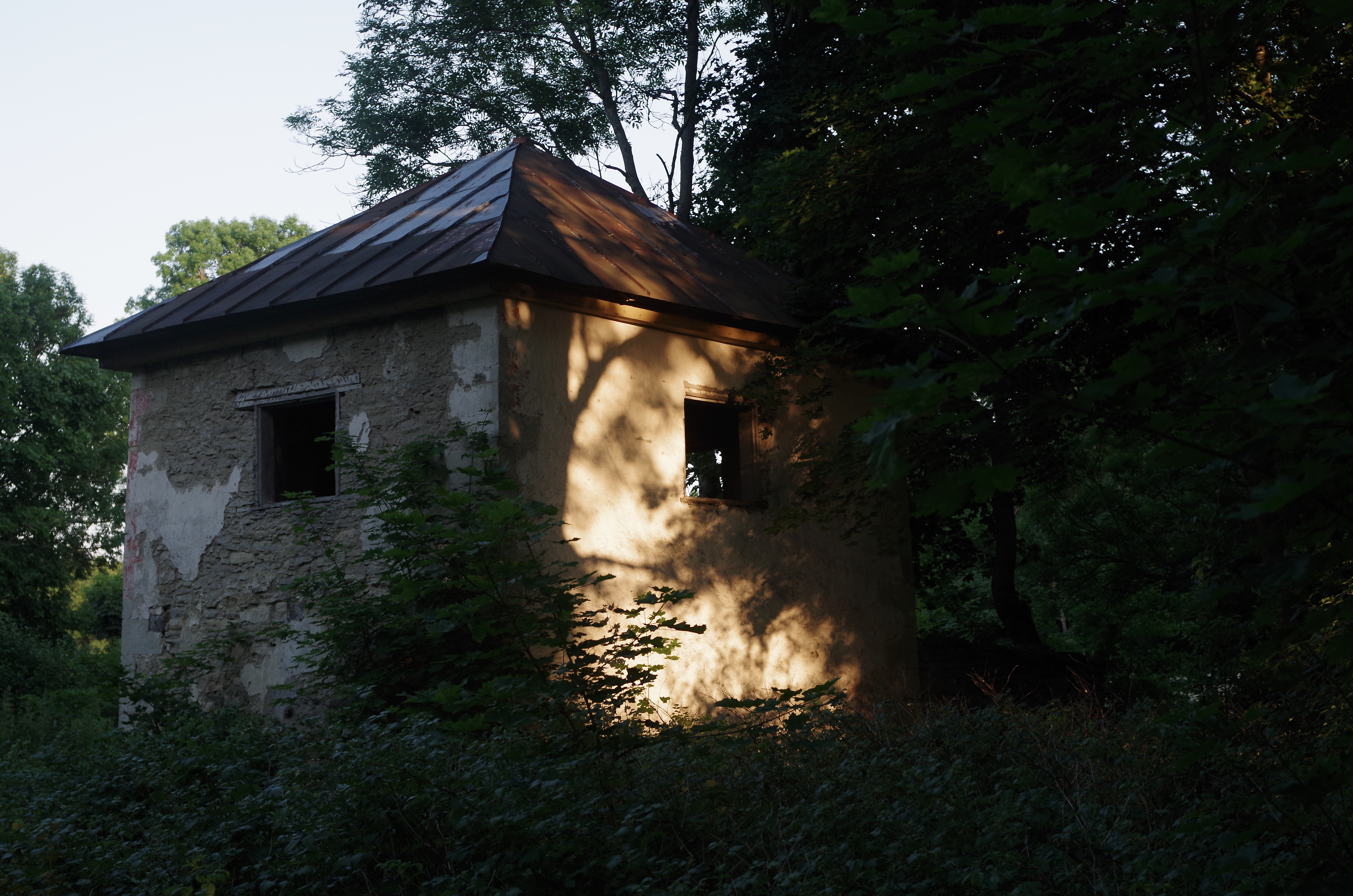
Ehemaliges Gartenhaus

Das Dorf hat 38 Einwohner (Stand 1. Januar 2016). Seine Fläche beträgt 5,69 km².
Der Ort liegt neun Kilometer östlich der Inselhauptstadt Kuressaare an der gleichnamigen Ostsee-Bucht (Kasti laht). Südwestlich des Dorfkerns erstreckt sich ein im Jahr 2000 ins Leben gerufenes Landschaftsschutzgebiet. Es ist 193 Hektar groß.

## Gut
Im Jahr 1444 wurde ein Tilke von Kasti mit Ländereien belehnt. 1594 verkaufte Lucas von Kasti den kleinen Hof, der darauf entstanden war.
Anfang des 18. Jahrhunderts wurde das Gut stark vergrößert. 1734 kam es in den Besitz von Georg Friedrich von Sass. Von 1906 bis zur Enteignung im Zuge der estnischen Landreform 1919 war der Deutschbalte Axel Konstantin von Buxhoeveden Besitzer des Guts.
Das Herrenhaus entstand im 18. Jahrhundert im Stil des Barock. Es wurde zu Beginn des 20. Jahrhunderts stark umgestaltet. Heute sind das Herrenhaus und die meisten Nebengebäude nur noch als Ruinen erhalten.